# Joe Rogan
Joseph James Rogan (Newark, 1967. augusztus 11. –) amerikai UFC kommentátor, podcaster, stand-upos, színész és volt televíziós műsorvezető. Podcastjában, a The Joe Rogan Experience-ben a világ eseményeiről, stand-upról, politikáról, filozófiáról, tudományról és egyéb elfoglaltságokról társalog vendégeivel.
Rogan Newarkban született, stand-up komikus karrierjét pedig 1988 augusztusában kezdte, Bostonban. 1994-ben Los Angelesbe költözött, leszerződött a Disney-vel és számos tévésorozatban szerepelt, többek közt a Hardball-ban, illetve a NewsRadio-ban. 1997-től a UFC riportere és kommentátora. Első stand-up specialjét, az I'm Gonna Be Dead Someday...-t 2000-ben adta ki, 2001 és 2006 közt pedig a Fear Factor nevű műsort vezette.
A Fear Factor után Rogan stand-up karrierje került előtérbe. A The Joe Rogan Experience-t 2009-ben indította, mely 2015-re a világ egyik legismertebb podcastjává vált, epizódjait többmillióan hallgatják. A Spotify 200 millió dollárért kizárólagos terjesztési jogot váltott a műsorra, 2020-ban.

## Kezdetek

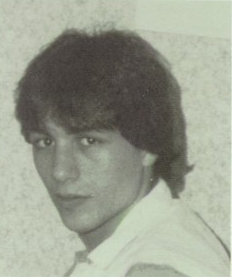
Rogan egy 1985-es évkönyvben

Felmenői javarészt írek és olaszok. Ötéves volt, mikor szülei elváltak, apjával hétéves kora óta nem találkozott. "Apámról csak apró, agresszív emlékfoszlányaim maradtak, de nem panaszkodom a gyerekkoromról, bántódásom nem esett. Nem utálom.” Hétévesen anyjával San Franciscoba költöztek, majd 11 éves korában Floridába. Később Massachusettsben kötöttek ki, és a Newton South Gimnáziumban érettségizett, 1985-ben.
Baseballozott, és már tinédzserként lenyűgözték a küzdősportok. Gyerekként rettegett, „hogy lúzernek tartják.” Azt mondta, “A küzdősport magabiztosságot adott, általa rájöttem, képes vagyok olyasmire, amitől félek és nehéz, és akár jó is lehetek benne. Ez hatalmas volt. Elhittem, hogy talán mégsem lesz belőlem lúzer. Nem véletlen vonzott.” Tizennégy évesen karatézni kezdett, majd egy évvel később taekwondózni. Tizenkilenc éves korában pehelysúlyú kategóriában megnyerte a US Open Taekwondo Bajnokságot, illetve négy egymást követő évben lett győztes a Massachusetts Állami Bajnokságon, és elkezdett taekwondót oktatni. Emellett amatőr kickbox mérkőzéseken is indult, majd 21 évesen abbahagyta a versenyzést, mivel rendszeres fejfájások gyötörték, és nem akart komolyabban lesérülni. Egy darabig járt a Massachusetts Egyetemre, de értelmetlennek látta, otthagyta, és 24 évesen elköltözött Bostonból.

## Pályafutása

### 1988–1994: Stand-up karrier – korai évek
Rogan kickboxolónak készült, nem hivatásos komikusnak, bár a stand-upot gyerekkora óta kedvelte. Richard Pryor Live on the Sunset Strip specialjéről így nyilatkozott: „Óriási hatással volt rám, semmin nem röhögtem annyira.” Barátait az edzőteremben és taekwondón rendszeresen megnevettette, s ők bíztatták, próbálja ki a stand-upot. Huszonegy évesen, fél év felkészülést követően lépett fel először, a Stitches nevű bostoni klubban, 1988. augusztus 27-én.
Míg Bostonban élt és stílusát finomítgatta, Rogan számos munkát vállalt, hogy eltartsa magát: harcművészetet tanított a Bostoni Egyetemen és a közeli Revere-ben, újságos volt, limuzinsofőr, építkezésen dolgozott és egy magánnyomozónak is besegített, stand-uposként pedig legénybúcsúkon és sztriptízbárokban lépett fel. Egyik este sikerült rábeszélnie egy bostoni klub tulajdonosát, hogy előadhassa ötperces rutinját. A közönségben ült Jeff Sussman menedzser, akinek tetszett, amit látott, és ajánlatot tett Rogannek, amit el is fogadott.
Rogan 1990-ben New Yorkba költözött. Teljes állású komikusként minden fillérért kőkeményen megküzdött, és első félévében Newarkban lakott, a nagyapjánál. Legnagyobb hatással Richard Jeni, Lenny Bruce, Sam Kinison és Bill Hicks voltak stílusára.

### 1994–1999:HardballésNewsRadio
Rogan 1994-ben átköltözött Los Angelesbe, és szerepet kapott az MTV Half-Hour Comedy Hour műsorában. A csatorna három évre szóló, kizárólagos szerződést ajánlott neki, és szerepet a „dopey game show” első epizódjában, amiért 500 dollárt ajánlottak. Rogan nemet mondott, Sussman viszont ezen felbuzdulva szétküldte a Rogan fellépéséről készült felvételt több csatornának is, amiből komoly licit kerekedett. Rogan végül elfogadott a Disney-nél egy development dealt, első szerepét, az egoista, szupersztár baseball játékos Frank Valentét pedig az 1994-es Fox sitcom, Hardballban játszotta. Rogan furcsállta a válogatási folyamatot, ugyanis a csatornának fogalma se volt róla, tud-e színészkedni, míg erre Dean Valentine, a Walt Disney TV akkori igazgatója rá nem kérdezett. Rogan így válaszolt: „Ha a hazugság megy, színészkedni is tudsz. Ha egy bolond barátnőnek tudsz kamuzni, nyomás alatt a színészkedés is menni fog.”
A filmezés újdonság volt Rogan számára, aki innentől kezdve napi 12 órát dolgozott. Később azt mondta, „Szuper sorozat volt, amíg a Fox rá nem állított egy borzalmas, egoista executive producert.” Ezidőtájt kezdett el Rogan rendszeresen járni a hollywoodi Comedy Store-ba, ahova a tulajdonos, Mitzi Shore fel is vette állandó fellépőnek, majd 13 évig ingyen szerepelt a klubban.
1995 és 1999 közt Rogan az NBC NewsRadio című sitcomjában a villanyszerelő, mindenes Joe Garrellit alakította, egy fiktív rádiócsatornánál. A szerepet eredetileg Ray Romanonak szánták, akit az első próba után elküldtek, s helyére hívták Rogant. Rogan az írókkal finomított karakterén, akit később önmaga „erősen butított, cenzurált” másaként jellemzett. A forgatáson összebarátkozott színésztársával, Phil Hartmannal, aki elpanaszolta neki magánéleti problémáit. Rogan állítása szerint ötször is próbálta rábeszélni, hogy váljon el feleségétől, de „szerette gyerekeit és nem akart elmenni.” 1998-ban Hartmant meggyilkolta felesége, ami után Rogan egy darabig képtelen volt fellépni.

### 1997–2006: UFC kommentátor,Fear Factor

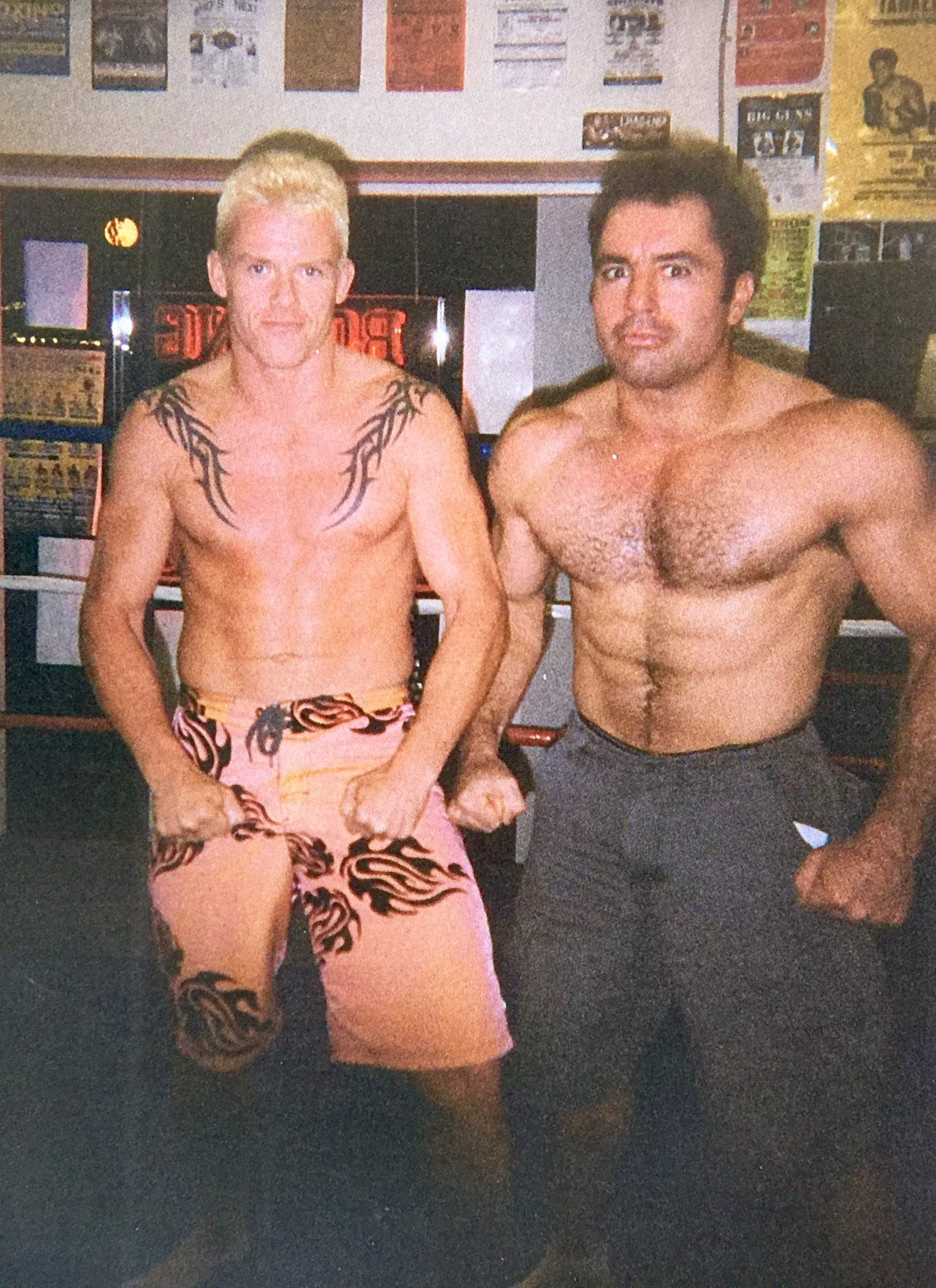
Rogan és Gerald Strebendt, 2002

Rogan elkezdett dolgozni a UFC-nek, ahol backstage és post-fight interjúkat készített. Először a UFC 12: Judgement Day közvetítése során bukkant fel, az alabamai Dothanben, 1997. február 7-én. 1994-ben kezdett el érdeklődni a brazil jiu-jitsu iránt, mikor látta Royce Gracie-t verekedni a UFC 2: No Way Out-ban. A munkát Sussmannak köszönhette, aki jóban volt az alapítótárs-producer Campbell McLarennel. Két év után felmodott, mivel fizetése nem fedezte az útiköltséget, a meccseket pedig gyakran rendezték vidéken.
Miután 2001-ben a Zuffa átvette a UFC-t, Rogan ellátogatott pár meccsre és összebarátkozott az új elnökkel, Dana White-tal, aki kommentátori pozíciót ajánlott neki. Ezt Rogan akkor visszautasította, mivel "inkább csak nézőként" akart jelen lenni a meccseken, és "inni." 2002-ben viszont White-nak sikerült belépőjegyekért cserébe befognia Rogant, és 15 ingyen végigkommentált meccs után Rogan hajlandó volt fizetést is felvenni, majd Mike Goldberg oldalán 2016-ig közvetítette a UFC eseményeit. Kétszer is elnyerte a Legjobb Televíziós Kommentátornak járó Wrestling Observer Newsletter Díjat, és négyszer választották az MMA Év Emberének, a World MMA Awardson.
1999-ben Rogan aláírt egy három albumra szóló szerződést a Warner Bros. Records-szal, és a Foxnál elkezdte fejleszteni saját sitcomját, The Joe Rogan Show címen, a Seinfeld írójával, Bill Mastersszel. 1999 decemberében, a bostoni Comedy Connection klubban felvette első stand-up albumát, mely I'm Gonna Be Dead Some Day… címmel jelent meg 2000 augusztusában, a The Howard Stern Show-nak és a Napster letöltéseknek köszönhetően pedig országszerte ismertté vált. „Voodoo Punanny” című száma a Warner gondozásában kislemezként is megjelent. Rogan akkoriban film- és rajzfilmötleteken is dolgozott komikus barátjával, Chris McGuire-rel, illetve weboldalán, a JoeRogan.neten blogot indított, ahol olyan témákról értekezett, melyek stand-upját segítették formálni.
Sorozatának gyártása 2001-ben félbeszakadt, mikor elment az NBC Fear Factor című műsorába dolgozni. Később azt nyilatkozta, elsősorban azért vállalta a felkérést, hogy inspirációt gyűjthessen stand-upjához. Országos ismertségét erősen növelte az adás, rajongótábora lényegesen megnőtt. A Fear Factor hat évig futott, 2001 és 2006 közt.
A Fear Factor további televíziós szerepekhez juttatta Rogant: 2002-ben feltűnt a Just Shoot Me "A Beautiful Mind" című epizódjában, Chris szerepében, a főszereplő Maya Gallo barátjaként; 2002 decemberében, a Blockbuster Hollywood Spectacular karácsonyi műsorát vezette, Hollywoodban, 2003 augusztusától pedig átvette a Comedy Central The Man Show című műsorának vezetését Doug Stanhope-pal, Jimmy Kimmel és Adam Carolla távozását követően. Egy évvel később a műsorvezetők nézeteltérésbe keveredtek a csatornával és a műsor producereivel, amire Rogan így emlékszik vissza: „Kicsit átvertek... azt mondták, ’Ha meztelenkedést mutattok, cenzúrázzuk. Ha káromkodtok, kifütyüljük.’ Nem erről volt szó.” 2004-ben megszűnt a műsor, Rogan pedig saját rádióműsor ötletével kezdett kokettálni, ami végül nem fért bele a már amúgy is sűrű életébe.

### 2005–2009: Stand-upok

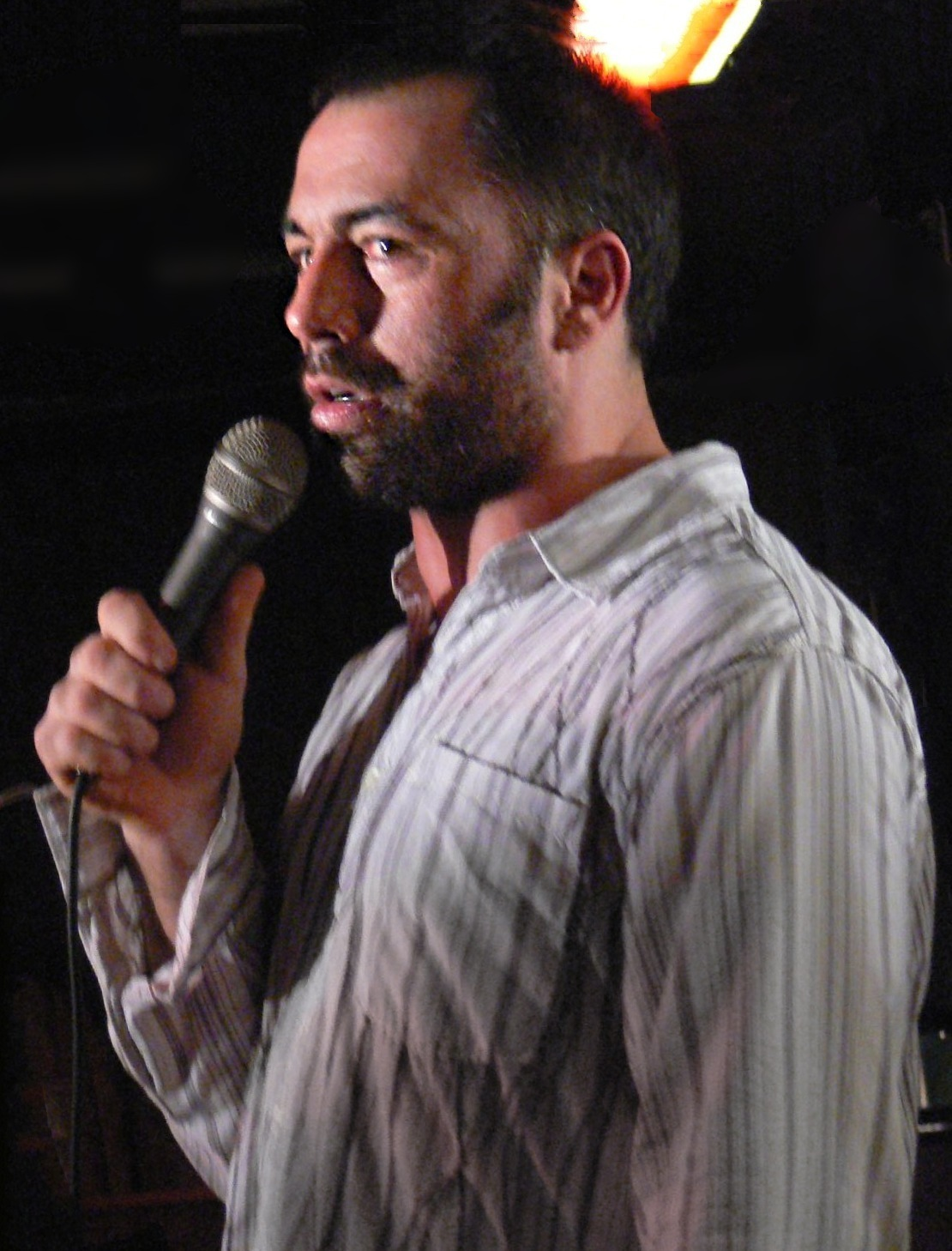
Rogan a színpadon, 2011

2005-ben Wesley Snipes ketrecharcolni hívta Rogant, aki öt hónapig edzett a meccsre, majd Snipes kihátrált, mivel adócsalás miatt nyomozott utána az Amerikai Adóhatóság. Rogan szerint Snipes az egészet csak azért találta ki, mert hirtelen pénzre volt szüksége, hogy rendezze adósságát.
A Fear Factor után Rogan ráfeküdt a stand-upra. Tévézésből keresett pénzéből felvett két állandó munkatársat, akik őt és barátait rögzítették a turnékon, és klipeket pakoltak ki oldalára, JoeShow címen. 2005 májusában Rogan szerződést kötött az Endeavor Ügynökséggel, és két hónappal később Phoenixben felvette második specialjét Joe Rogan: Live címmel, mely 2007-ben debütált a Showtime-on.
2005-ben Rogan írt egy bejegyzést oldalára, melyben megvádolta a komikus Carlos Menciát, hogy lopja vicceit, amire már 1993 óta próbálta felhívni mások figyelmét. A helyzet 2007 februárjában vált forróvá, mikor Rogan a Comedy Store-ban, a színpadon szembesítette Menciát. Az incidensről készült videó bizonyítékokkal és más komikusok, köztük George Lopez, "The Reverend" Bob Levy, Bobby Lee, és Ari Shaffir hozzászólásaival került fel YouTube-ra.
A Gersh Ügynökség – mely Menciát is menedzselte – felbontotta szerződését Rogannel, a Comedy Store-ból pedig eltiltották, ezért áthelyezte székhelyét a Hollywood Improv Comedy Clubba. Rogan később azt mondta, minden komikus, akikkel erről beszélt, boldog volt és hálás, hogy ezt meglépte. Új ügynöksége a William Morris Ügynökség lett, a Comedy Store-ba pedig 2013-ban tért vissza először, barátja, Ari Shaffir első specialjének forgatása alkalmából.
2007 áprilisában a Comedy Central Records adta ki Rogan negyedik specialjét, a Shiny Happy Jihadot, amit 2006 szeptemberében vettek fel, a San Francisco-i Cobb's Comedy Clubban.

### 2009–jelen: Frissebb munkák és podcast
Rogan vezette a rövidéletű Game Show in My Head nevű CBS műsort, melyből nyolc epizódot sugároztak 2009 januárjában, és Ashton Kutcher volt a producere. A műsor versenyzői másokat igyekeztek rávenni bizarr dolgokra, pénz ellenében. Rogannek tetszett az ötlet, „elmeroggyant szórakoztatásnak” nevezte, ezért vállalta el a felkérést.
2010-ben Rogan Dane Cook-ot is megvádolta vicclopással.
2011-ben Rogan visszatért a Fear Factor-ba, a hetedik és egyben utolsó szezonra. Ugyanebben az évben kapta első komolyabb filmszerepét Gale-ként, a Zookeeper című filmben, és egy, a blogbejegyzéseit összegző könyvön is elkezdett dolgozni, Irresponsible Advice from a Man with No Credibility címmel. A 2012-ben megjelent Here Comes the Boom című akció-vígjátékban saját magát alakította.
2012 decemberében Rogan kiadta hatodik specialjét, a Live from the Tabernacle-t, amit kizárólag honlapjáról lehetett letölteni – Louis C.K. példáját követve ezzel.
2013-ban Rogan a SyFy csatornán vezetett egy hatrészes tévéműsort Joe Rogan Questions Everything címmel, melyben olyan témákról beszélt komikusokkal, szakértőkkel és tudósokkal, melyeket podcastjában is érintett (nagylábú, földönkívüliek). A SyFy pilotot sem kért, úgy rendelte meg a sorozatot, és viszonylag szabad kezet biztosítottak Rogannek.

#### The Joe Rogan Experience
2009 decemberében Rogan elindított egy ingyenes podcastot barátjával, a szintén komikus Brian Redbannel. Az első epizódot december 24-én vették fel. A terv az volt, hogy hetente feltöltenek egy új részt Ustreamre, ahogy Rogan és Redban „pofáznak, a laptopjuk előtt”. 2010 augusztusában megkapta a The Joe Rogan Experience nevet és felkerült az iTunes Top 100-as podcastlistájára, 2011-ben pedig elkezdte sugározni a SiriusXM. A podcastban különféle vendégekkel beszélgettek a világ dolgairól, politikáról, filozófiáról, stand-upról, hobbikról. 2015 januárjában 11 millió letöltésnél tartott, ami októberre 16 millióra ugrott, és ezzel az egyik legnépszerűbb ingyenes műsorrá vált.
2020. május 19-én Rogan bejelentette, hogy aláírt egy nagyjából 200 millió dolláros licencszerződést a Spotify-jal. Ez lett az egyik legértékesebb podcastszerződés, amit valaha kötöttek. A The Joe Rogan Experience 2021 januárjától kizárólag Spotify-on elérhető, YouTube-ra már nem kerül fel. A részek általában egy nappal a felvételt követően kerülnek ki, hogy a producerek kiklippelhessék, a klipeket pedig YouTube-ra feltölthessék. A Spotify 2022 februárjában pár nap alatt eltávolított a platformról 113 epizódot, arra hivatkozva, hogy rasszista és durva kifejezéseket tartalmaztak.

#### Onnit
Rogan társalapítója az Onnit étrendkiegészítő- és fitnesz- cégnek, melyet 2021-ben felvásárolt az Unilever. Termékeit rendszeresen reklámozza podcastjában.

#### Comedy Mothership
Rogan szintén tulajdonosa az austini Comedy Mothership klubnak.

## Magánélet
Rogan 2009-ben feleségül vette Jessica Ditzel, volt pincérnőt. Két lányuk született, 2008-ban és 2010-ben. Rogan ezen felül mostohaapja Ditzel idősebb lányának, aki egy korábbi kapcsolatából lett. 2008-ban átköltöztek a coloradói Gold Hillre, majd négy hónappal később Ditzel teherbe esett, és visszatértek Dél-Kaliforniába. Bell Canyonban telepedtek le, ahol Rogan 2003 óta élt. 2018-ban új ingatlant vásároltak a környéken, majd 2020-ban áttették székhelyüket Austinba.
Rogant akkor kezdte el foglalkoztatni a jiu-jitsu, mikor látta Royce Gracie-t verekedni a UFC 2: No Way Out adásában, 1994-ben. 1996-ban kezdett el brazil jiu-jitsuzni, Carlson Gracie hollywoodi stúdiójában. Eddie Bravo 10th Planet Jiu-Jitsu iskolájában szerezte meg no-gi brazil jiu-jitsu fekete övét, brazil jiu-jitsu fekete övét pedig Jean Jacques Machadónál.
Rogan karján és lábán pigmenthiányos. Katolikus nevelést kapott, és az első általánost katolikus iskolában járta ki, később azonban nem gyakorolta a vallást, s ma agnosztikusnak tartja magát. 2019 októberében elárulta, hogy a My Chemical Romance két tagja, Gerard Way és Mikey Way unokatestvérei, de még nem találkoztak.
2020 januárjában Rogan egy hónapig húsevő diétán élt, mialatt kizárólag marhát, jávorszarvast, tojást és aminosavakat, illetve halolajat tartalmazó étrend-kiegészítőket fogyasztott. Állítása szerint 5,4 kilót fogyott, több energiája volt és egészségügyi problémái is csillapodtak, bár emésztésére nem volt jó hatással. 2022 januárjában egy hónapig hús és gyümölcs diétával kísérletezett. Korábban a vegetarianizmust is kipróbálta, de azt állította, neki nem vált be.

## Nézetei

### Politikai nézetek
2020-ban a CNN Rogant „libertáriusnak” címezte. Rogan azt mondta, politikai nézetei széles skálán mozognak, így nem feltétlen tudná magát egyik oldalhoz sem sorolni. Szociálisan liberálisnak tartja magát, támogatja a melegházasságot, a meleg és női jogokat, a rekreációs droghasználatot, egyetemes egészségügyi ellátást és alapjövedelmet, ahogy a fegyverhordás jogát és az Amerikai Alkotmány Második Módosítását is. Kiáll a szólásszabadság mellett, és nem szíveli a cancel culture-t, illetve a jobboldali tévések és filmesek elnyomását. Az általa „hadi kalandorkodásnak” nevezett amerikai külügyi politikával sem ért egyet.
Rogan Ron Pault támogatta a 2012-es amerikai elnökválasztási kampány során, és a libertárius jelölt Gary Johnsonra szavazott a 2016-os elnökválasztáson. A 2020-as demokrata előválasztáson Bernie Sanderst támogatta, majd Jo Jorgensenre szavazott. Rogan felszólalt Amerika politikai szétszakadása ellen, és rosszallta, hogy a liberálisok kizárólag azért drukkolnak Donald Trump bukásának, mert nem kedvelik személyiségét.
Rogan elismerően nyilatkozott Florida kormányzójáról.
Rogan kritizálja Kanadát, pedig a COVID-19 pandémia előtt még kedvelte.
Rogan Oroszország elnökét, Vlagyimir Putyint „gonosznak” nevezte.

### Drogok és vallás
Rogan támogatja a kannabisz legalizálását, hisz pozitív hatásaiban. A The Union: The Business Behind Getting High narrátora volt, és szerepelt a Marijuana: A Chronic History és The Culture High és DMT: The Spirit Molecule című filmekben. Emellett támogatja az LSD, pszilocibin gomba és DMT használatát, a pszichedelikus drogok által való tudattágítást és fejlesztést, illetve önvizsgálatot. Voksát az ingermegvonásos- és lebegésterápia mellett is letette. Állítása szerint, a lebegésterápia közbeni meditáció segített feltárni tudatát, javította fizikai és mentális teljesítményét, és általános közérzetét.

### COVID-19
2021 áprilisában Rogan többször is hangoztatta véleményét, miszerint a fiatal, egészséges embereknek nem lenne kötelező beoltatniuk magukat. Ezt rosszallotta mind Anthony Fauci, Kate Bedingfield, a Fehér ház kommunikációs igazgatója és a média is, részben azért, mert több fiatal, egészséges ember is elkapta a vírust. Rogan elismerte, hogy „valamilyen tudományos magyarázat mindenképp van” Fauci nézetei mögött, és kiemelte, hogy ő maga nem orvos, ezért „véletlenül se tartsa őt senki komolyan vehető forrásnak.”
2021. szeptember elsején Rogan elkapta a vírust. Nem sokkal később feltöltött egy videót állapotáról, és megosztotta hogy monoklonális antitestet, prednizont, infúziót, vitaminokat és ivermektint használt, amit általában féreghajtóként alkalmaznak, és nem szerepelt az FDA COVID-19 ellenszerlistáján. Az esetből ügy kerekedett, s többen kórházba kerültek, miután recept nélkül kapható ivermektint használtak, amit főleg haszonállatoknál alkalmaznak, így jóval magasabb a hatóanyagtartalma is. Rogan beszólt a CNN-nek, hogy „lóféreghajtónak” minősítették a gyógyszert, a csatorna vezető egészségügyi szakértője, Sanjay Gupta pedig később belátta, hogy „valóban helytelenül jártak el”. Az ivermektin receptek száma erősen megnövekedett, mióta az a hír járja, hogy hatékony a COVID-19 kezelésében. Az FDA ezt „ijesztőnek” nevezte. 2021. szeptember 3-án Rogan vírustesztje már negatív volt.
2022 januárjában 270 tudós, orvos, professzor és egészségügyi dolgozó nyílt levelet írt a Spotify-nak, aggodalmukat kifejezve a The Joe Rogan Experience-ben elhangzott „hamis, és a társadalomra veszélyes kijelentések” miatt, és megkérték a szolgáltatót, hogy „vezessenek be egy közérthető és nyilvános szabályrendszert, mellyel mérsékelhetik a platformon gyűlő dezinformációt.” Az aláírók kiemelték, hogy Rogan „téves információkat közöl, különösképp a COVID-19 járványról”, külön kitérve „az erősen vitásnak mondható epizódot, melyben Robert W. Malone (#1757) szerepelt”, aki részt vett az mRNS vakcina korai fejlesztésében. Szerintük az epizód összeesküvéselméleteket tartalmaz, például hogy „a társadalmi vezetők ’hipnotizálták’ a népet”. Az aláírók azt is hozzátették, hogy „Dr. Malone a második JRE vendég volt az utóbbi időben, aki a járványpolitikát a Holokauszthoz hasonlította, ami nem elég, hogy kifogásolható és sértő, de orvosi és kulturális értelemben is veszélyes.” Hozzátették, hogy Malone-t a Twitterről már letiltották, hamis COVID-19 hírek terjesztésére hivatkozva.
2022. január 24-én a zeneszerző Neil Young nyílt levélben fenyegette meg a Spotify-t, hogy eltávolítja róla zenéit, amennyiben nem veszik le műsorról a The Joe Rogan Experience-t. Young azt írta, „a Spotify felelőssége kiszűrni a platformon található dezinformációt.” Január 26-án a Spotify-ról lekerült Young zenéje, a cég szóvivője pedig így nyilatkozott: „A Spotify a világ minden zenéjét és hanganyagát elérhetővé kívánja tenni a felhasználók számára, és igyekszik felelősen mérlegelni a hallgatók biztonságát, illetve az alkotói szabadságot.” Január 29-én a zeneszerző Joni Mitchell is eltávolította alkotásait a Spotify-ról, ezzel támogatva Youngot, illetve „a világ tudós- és orvosközösségét”.
Rogan tagadta a szándékos dezinformáció-terjesztést, és megígérte, igyekezni fog „egyenlő arányban bemutatni vitatható és egyéb nézeteket,” illetve elfogadta, hogy a Spotify egyes epizódjait figyelmeztetéssel publikáljon.

### Egyéb
Rogan lelkes vadász, és az „Eat What You Kill”, vagyis „Edd, amit megölsz” mozgalom tagja, mely elítéli az ipari állattenyésztést, és a haszonállatok kínzását.
Rogan ellenzi a csecsemőkori körülmetélést is. Állítása szerint nem készült elegendő tanulmány, mely előnyeit bizonyítaná, ezen felül párhuzamot vont a körülmetélés és a női nemiszerv csonkolása közt, mondván, egyik sem közös beleegyezéssel történik.
Rogan az ellen is felszólalt, hogy transznemű nők versenyezzenek nők ellen, amatőr és hivatásos sporteseményeken, köztük MMA meccseken, arra hivatkozva, hogy egy transznemű nő eredendően erősebb, így a verseny kiegyenlítetlenné válik.

## Fordítás
Ez a szócikk részben vagy egészben  a   Joe Rogan című angol Wikipédia-szócikk fordításán alapul.  Az eredeti cikk szerkesztőit annak laptörténete sorolja fel. Ez a jelzés csupán a megfogalmazás eredetét és a szerzői jogokat jelzi, nem szolgál a cikkben szereplő információk forrásmegjelöléseként.